# Parchimowce
Parchimowce (biał. Пархімаўцы; ros. Пархимовцы, hist. również Parfimowce) – agromiasteczko na Białorusi, w rejonie brzostowickim obwodu grodzieńskiego, około 7 km na północ od Brzostowicy Wielkiej.
Siedziba parafii prawosławnej pw. św. Pantelejmona.

## Historia
Parchimowce pojawiają się w dokumentach w 1696 roku. W XIX wieku należały do rodziny Kluczewskich herbu Ozdoba. Maria Kluczewska, wychodząc w 1870 roku za Aleksandra Jacuńskiego herbu Sulima, wniosła majątek w posagu do majątku męża. Po śmierci Aleksandra dobra te odziedziczył jego syn, Wacław (1874–1916), a po śmierci Wacława – jego córki: Irena (1906–1982) i Maria. Ostatnim właścicielem majątku do września 1939 roku był mąż Ireny, Witold Boretti, który zginął z rąk band napadających na Polaków we wrześniu tego roku, po ewakuacji władz polskich (tzw. „dni swobody”, zbrodnia w Brzostowicy Małej). Córką Witolda i Ireny była Witosława Boretti-Onyszkiewicz (1933–1967), pierwsza żona Janusza Onyszkiewicza.
Po III rozbiorze Polski w 1795 roku Parchimowce, wcześniej należące do województwa trockiego Rzeczypospolitej, znalazły się na terenie guberni grodzieńskiej Imperium Rosyjskiego. Po ustabilizowaniu się granicy polsko-radzieckiej w 1921 roku wróciły do Polski, znalazły się w gminie Brzostowica Wielka w powiecie grodzieńskim województwa białostockiego. Należały do parafii NMP w Brzostowicy Wielkiej. Od 1945 roku – w ZSRR, od 1991 roku – na terenie Republiki Białorusi. 
Miejscowość uzyskała status agromiasteczka w dniu 5 maja 2010 roku, do 18 października 2013 była siedzibą sielsowietu Parchimowce, powstałego w 1973 roku, który w tym dniu został w całości przyłączony do sielsowietu Brzostowica Wielka (osiedle typu miejskiego Brzostowica Wielka nie należy do tego sielsowietu).
We wsi od 1968 roku stoi pomnik lokalnych partyzantów z II wojny światowej. Istnieją tu szkoła: przedszkole, dom kultury, biblioteka, punkt felczersko-akuszerski, poczta i 2 sklepy.
W 1897 roku w folwarku mieszkało 45 osób, a we wsi – 213 osób. W 2009 roku wieś liczyła 484 mieszkańców, w 2015 – 520.

## Dwór
Dwór Kluczewskich spalił się w połowie XIX wieku. Na jego miejscu Jacuńscy wznieśli nowy dom. Był to parterowy, drewniany, tynkowany na biało budynek na planie szerokiego prostokąta, przykryty wysokim, gładkim, dwuspadowym dachem. Środkowa część była dwukondygnacyjna, przed nią szeroki portyk w wielkim porządku zwieńczony trójkątnym przyczółkiem podpartym sześcioma kolumnami. Od strony ogrodu do domu przylegał szeroki taras. Wnętrze miało układ dwutraktowy, z korytarzem dzielącym dwa trakty w lewej części domu, która pełniła rolę mieszkalną. Prawa strona miała charakter reprezentacyjny. Narożny salon miał powierzchnię 60 m². W centralnej części od strony ogrodu była jadalnia. We wszystkich reprezentacyjnych pokojach drzwi były wykonane z palisandru.
Po lewej stronie dworu stała drewniana oficyna jeszcze z czasów Kluczewskich, z dwoma kolumnowymi gankami, a dalej zabytkowy lamus, wędzarnia i oranżeria. Przed dworem był duży, okrągły gazon. Dom i inne zabudowania otaczały stare, w tym ponaddwustuletnie drzewa, głównie klony i lipy. W części ogrodowej był ogródek warzywno-owocowy oraz stawy, na jednym z nich była wysepka z klombem i amorkiem. Ogród był poprzecinany alejami z różnych drzew.
Dziś z dawnego majątku pozostały ruiny kilku zabudowań gospodarczych, w tym browaru.
Majątek (pod nazwą Parfimowce) został opisany w 3. tomie Dziejów rezydencji na dawnych kresach Rzeczypospolitej Romana Aftanazego.